# Campionati mondiali di tiro a volo 1969
I campionati mondiali di tiro 1969 furono la tredicesima edizione dei campionati mondiali di questo sport e si disputarono a San Sebastián.

## Risultati

### Uomini

#### Fossa olimpica
| Evento      | Oro                                                    | Oro       | Argento                                                            | Argento   | Bronzo                             | Bronzo    |
| Evento      | Atleta                                                 | Risultato | Atleta                                                             | Risultato | Atleta                             | Risultato |
| Individuale | Ennio Mattarelli                                       | 192       | Jürgen Henke                                                       | 191       | James Beck                         | 191       |
| A squadre   | Italia Bertozzi Ennio Mattarelli Giani Giorgio Rosatti | 559       | Stati Uniti James Beck Thomas Garrigus Terry Howard Larry Stafford | 555       | Egitto Maly M. Mehrez Sabet Wahdan | 538       |

#### Skeet
| Evento      | Oro                                                                | Oro       | Argento                                                                      | Argento   | Bronzo                                                                         | Bronzo    |
| Evento      | Atleta                                                             | Risultato | Atleta                                                                       | Risultato | Atleta                                                                         | Risultato |
| Individuale | Yuri Tsuranov                                                      | 198       | Nikolái Benesh                                                               | 196       | Romano Garagnani                                                               | 196       |
| A squadre   | Unione Sovietica Nikolái Benesh Bulba Evgeniy Petrov Yuri Tsuranov | 587       | Polonia Wlodzimierz Danek Wieslaw Gawlikowski J. Korolkiewicz Artur Rogowski | 567       | Stati Uniti Earl Francis Herring P. Provence Robert David Rodale Robert Schüle | 560       |

### Donne

#### Fossa olimpica
| Evento      | Oro         | Oro       | Argento             | Argento   | Bronzo             | Bronzo    |
| Evento      | Atleta      | Risultato | Atleta              | Risultato | Atleta             | Risultato |
| Individuale | Bina Avrile | 129       | Elisabeth von Soden | 123       | Valentina Gerasina | 123       |

#### Skeet
| Evento      | Oro         | Oro       | Argento        | Argento   | Bronzo         | Bronzo    |
| Evento      | Atleta      | Risultato | Atleta         | Risultato | Atleta         | Risultato |
| Individuale | Nuria Ortiz | 145       | Larisa Gurvich | 142       | Elena Sebasova | 137       |

## Medagliere
Nazione ospitante
| Posiz. | Nazione          | Oro | Argento | Bronzo | Totale |
| ------ | ---------------- | --- | ------- | ------ | ------ |
| 1      | Italia           | 3   | 0       | 1      | 4      |
| 2      | Unione Sovietica | 2   | 2       | 2      | 6      |
| 3      | Messico          | 1   | 0       | 0      | 1      |
| 4      | Stati Uniti      | 0   | 1       | 2      | 3      |
| 5      | Germania Ovest   | 0   | 1       | 0      | 1      |
| 5      | Germania Est     | 0   | 1       | 0      | 1      |
| 5      | Polonia          | 0   | 1       | 0      | 1      |
| 8      | Egitto           | 0   | 0       | 1      | 1      |